# Otto Rasch
Emil Otto Rasch (7. december 1891 i Friedrichsruh - 1. november 1948 i Nürnberg) var en tysk jurist og SS-Brigadeführer. Som befalingshavende for Einsatzgruppe C var han ansvarlig for massakren i Babij Jar i 1941.

## Biografi
Otto Rasch studerede retsvidenskab, nationaløkonomi og filosofi ved flere tyske universiteter. Han blev promovert i retsvidenskab og nationaløkonomi og blev ”Dr. Dr. Rasch”. Hans afhandlinger var "Dialektgeographie des Kreises Eschwege" (1912) og "Wohnungsmarkt und Wohnungspolitik in England in der Kriegs- und Nachkriegszeit" (1922).
Kort efter Adolf Hitlers overtagelse af magten i 1933 blev Rasch udnævnt til borgmester i Radeberg, og fra 1934 til 1936 var han overborgmester i Wittenberg.
Hans tid som overborgermester blev ikke forlænget, da der blev stillet spørgsmål om omkostningerne ved bygningen af hans tjenestevilla. Her ligger formodentlig grunden til, at han ikke fortsatte sin kommunalpolitiske karriere og begyndte indenfor Sicherheitsdienst (SD).
I 1938 blev han leder af Gestapo i Frankfurt am Main og i november 1939 sikkerhedsdirektør i Linz for Oberösterreich. I marts 1939 blev han SD-kommandør i Prag, derefter inspektør (kommandant) for SD og Sicherheitspolizei (Sipo) i Königsberg.
Rasch blev tiltalt i Einsatzgruppenretssagen, som blev indledt den 29. september 1947, men tiltalen blev frafaldet den 5. februar 1948 af sundhedsmæssige årsager, da han led af fremskreden Parkinsons sygdom.

### Trykte kilder
- Arad, Yitzhak (2009). The Holocaust in the Soviet Union (engelsk). Lincoln, Nebraska: University of Nebraska Press. ISBN 978-0-8032-2059-1.
- Browning, Christopher R.; Matthäus, Jürgen (2004). The Origins of the Final Solution: The Evolution of Nazi Jewish Policy, September 1939 – March 1942 (engelsk). London: Heinemann. ISBN 0-434-01227-0.
- Earl, Hilary Camille (2009). The Nuremberg SS-Einsatzgruppen Trial, 1945–1958: Atrocity, Law, and History (engelsk). Cambridge: Cambridge University Press. ISBN 978-0-521-45608-1.Libris 11482322
- Gerwarth, Robert (2011). Hitler's Hangman: The Life of Heydrich (engelsk). New Haven, Connecticut: Yale University Press. ISBN 978-0-300-11575-8.
- Klee, Ernst (2007). Das Personenlexikon zum Dritten Reich (tysk) (2 udgave). Frankfurt am Main: Fischer Taschenbuch Verlag. ISBN 978-3-596-16048-8.
- Reginbogin, Herbert R. (2006). The Nuremberg Trials: International Criminal Law Since 1945 (engelsk). München: K.G. Saur. ISBN 3-598-11756-6.